# Cryphia marmorata
Cryphia marmorata là một loài bướm đêm trong họ Noctuidae.